# История идей
История идей — наука об историческом процессе создания, сохранения и изменения человеческих идей. История идей тесно связана с интеллектуальной историей, историей философии, историей науки, историей литературы и истории культуры в целом, и поэтому может рассматриваться как их часть или прикладная дисциплина в их составе. Основу метода составляет исследование единичных идей, которые вступают в новые сочетания друг с другом и меняют формы выражения, оставаясь относительно неизменными.
Понятие введено Артуром Лавджоем («Великая цепь бытия: История идеи», 1936), который и был основателем этой дисциплины.

## Представители
- Представители
  - Артур Лавджой
  - Рене Уэллек
  - Лео Шпитцер[1]
  - Поль Азар
- Исследователи, близкие по духу к истории идей
  - Исайя Берлин
  - Мишель Фуко